# La Ligne de fuite (bande dessinée)
La Ligne de fuite est un one shot du dessinateur-coloriste Benjamin Flao et du scénariste Christophe Dabitch, publié en 2007 aux éditions Futuropolis. Il s’agit d’une aventure sur les traces du poète Arthur Rimbaud.

## Synopsis
Paris, 1888. Adrien est un jeune poète émule d'Arthur Rimbaud. Il propose un de ses poèmes au comité de rédaction du journal littéraire Le Décadent mais son directeur Anatole Baju décide de le faire passer pour un inédit de Rimbaud, à la grande fureur de Verlaine. Ce n'est pas la première fois que Baju recourt à ce procédé, à la fois pour provoquer le scandale et pour continuer à faire vivre la pensée de Rimbaud qui a cessé d'écrire des poèmes depuis quelque temps et s'est exilé au Yémen.
Cette fois, le scandale est tel que plusieurs membres veulent quitter le journal. Adrien, déshonoré, part sur les traces de Rimbaud, de Charleville où il rencontre la sœur du poète, jusqu'à Aden où Rimbaud a un temps fait le commerce des armes. Il est aidé par Baju dans cette quête, seul Baju continuera jusqu'à Harar.

## Publication
- La Ligne de fuite, Futuropolis, 6 septembre 2007
Scénario : Christophe Dabitch - Dessin et couleurs : Benjamin Flao - (ISBN 978-2-7548-0089-1)

Un cahier de neuf pages présente des dessins et aquarelles provenant des carnets de voyages de Flao en Égypte, au Yémen et en Érythrée. Un dossier sur les Décadents démêle les faits réels concernant Rimbaud, Baju, les faux inédits… des éléments fictionnels concernant Adrien. On y lit aussi une liste des poèmes de Rimbaud cités dans la bande dessinée ainsi qu'une biographie partielle de Rimbaud et une bibliographie.

## Critique
Mickaël Géreaume du Planète BD voit cet ouvrage « moderne, son trait est étonnant, notamment dans son travail sur les encrages, et les décors proposés sont variés. Certaines planches sont absolument fantastiques, et alimentent la tonalité poétique de l’histoire. (…) Une expérience magnifique pour tous les amateurs de poésie, grâce à un scénario et un dessin de hautes qualités ».

## Prix
- Prix Leclerc « Premier album d'un dessinateur », 2008.

### Documentation
- Nina Stavisky, « La Ligne de fuite : en vers et contre tous », dBD, no 17,‎ octobre 2007, p. 33.